# 布里多克 (埃米利奇涅區)
50°41′4″N 27°53′31″E / 50.68444°N 27.89194°E
布里多克（烏克蘭語：Брідок），是烏克蘭北部的村莊，隸屬日托米爾州的茲維亞赫爾區。該村面積0.5平方公里，海拔高度221米，2001年人口61，人口密度每平方公里122人。